# En fri kvinde
En fri kvinde (originaltitel: An Unmarried Woman) er en amerikansk romantisk komedie-dramafilm fra 1978, skrevet og instrueret af Paul Mazursky og med Jill Clayburgh, Alan Bates, Michael Murphy og Cliff Gorman i hovedrollerne. 
Filmens handler om en kvinde, Erica Benton, der skilles og herefter forsøger at finde sig selv og at afklare sine følelser overfor sin datter og andre mænd. 
Filmen blev blev positivt modtaget af kritikere og publikum og blev nomineret til tre Oscar-priser: Bedste film, Bedste originale manuskript og Bedste kvindelige hovedrolle. I Danmark modtog filmen en Bodil for bedste ikke-europæiske film.

## Medvirkende
- Jill Clayburgh som Erica Benton
- Alan Bates som Saul Kaplan
- Michael Murphy som Martin Benton
- Cliff Gorman som Charlie
- Kelly Bishop som Elaine Liebowitz
- Lisa Lucas som Patti Benton
- Paul Mazursky som Hal
- Vincent Schiavelli som mand ved fest

## Modtagelse

### Kritikernes modtagelse
Vincent Canby fra The New York Times skrev, at "Clayburgh er intet mindre end ekstraordinær i, hvad der er årets præstation til dato. I hende ser vi følelsen af, at intelligens kæmpe mod følelser  – fornuft presset op mod muren af påtrængende behov."
Pauline Kael fra The New Yorker skrev:
| Citat | An Unmarried Woman may give Mazursky the popular success that his films Blume in Love, Harry and Tonto and Next Stop, Greenwich Village should have given him – Erica, the heroine, sleeps in a T-shirt and bikini panties. There are so few movies that deal with recognizable people that this detail alone is enough to pick up one's spirits... Jill Clayburgh has a cracked, warbly voice – a modern polluted-city huskiness... When Erica's life falls apart and her reactions go out of control, Clayburgh's floating, not-quite-sure, not-quite-here quality is just right. | Citat |
|       | |       |

På websitet Rotten Tomatoes har filmen en en "approval rating" på 90 % baseret på 29 anmeldelser med en gennemsnitlig vurdering på 7,2/10. Hjemmesidens konsensus lyder: "Jill Clayburgh er vidunderlig som en kvinde, der mister sit ægteskab - kun for at finde sig selv - i dette skarpt observerede og indlevede portræt af livet i New York City."

### Nomineringer og priser
| Pris                                        | År   | Kategori                                               | Modtager(e)                  | Result      | Ref(s)      |
| ------------------------------------------- | ---- | ------------------------------------------------------ | ---------------------------- | ----------- | ----------- |
| Cannes Film Festival                        | 1978 | Den Gyldne Palme                                       | Paul Mazursky                | Nomineret   | [ 5 ] [ 6 ] |
| Cannes Film Festival                        | 1978 | Bedste kvindelige hovedrolle                           | Jill Clayburgh               | Vundet      | [ 5 ] [ 6 ] |
| Los Angeles Film Critics Association Awards | 1978 | Bedste manuskript                                      | Paul Mazursky                | Vundet      | [ 7 ]       |
| National Board of Review Awards             | 1978 | Top Ten Films                                          | An Unmarried Woman           | 7. plads    | [ 8 ]       |
| Oscaruddelingen 1979                        | 1979 | Oscar for bedste film                                  | Paul Mazursky og Anthony Ray | Nomineret   | [ 9 ]       |
| Oscaruddelingen 1979                        | 1979 | Oscar for bedste kvindelige hovedrolle                 | Jill Clayburgh               | Nomineret   | [ 9 ]       |
| Oscaruddelingen 1979                        | 1979 | Oscar for bedste originale manuskript                  | Paul Mazursky                | Nomineret   | [ 9 ]       |
| Bodiluddelingen 1979                        | 1979 | Bedste ikke-europæiske film                            | Paul Mazursky                | Vundet      | [ 10 ]      |
| British Academy Film Awards                 | 1979 | Bedste kvindelige hovedrolle                           | Jill Clayburgh               | Nomineret   | [ 11 ]      |
| Directors Guild of America Awards           | 1979 | Outstanding Directorial Achievement in Motion Pictures | Paul Mazursky                | Nomineret   | [ 12 ]      |
| Golden Globe Awards                         | 1979 | Bedste spillefilm – Drama                              | An Unmarried Woman           | Nomineret   | [ 13 ]      |
| Golden Globe Awards                         | 1979 | Besdte skuespillerinde – Drama                         | Jill Clayburgh               | Nomineret   | [ 13 ]      |
| Golden Globe Awards                         | 1979 | Bedste instruktør                                      | Paul Mazursky                | Nomineret   | [ 13 ]      |
| Golden Globe Awards                         | 1979 | Bedste manuskript                                      | Paul Mazursky                | Nomineret   | [ 13 ]      |
| Golden Globe Awards                         | 1979 | Bedste filmmusik                                       | Bill Conti                   | Nomineret   | [ 13 ]      |
| National Society of Film Critics Awards     | 1979 | Bedste film                                            | An Unmarried Woman           | Andenplads  | [ 14 ]      |
| National Society of Film Critics Awards     | 1979 | Bedste skuespillerinde                                 | Jill Clayburgh               | Tredjepalds | [ 14 ]      |
| National Society of Film Critics Awards     | 1979 | Bedste manuskript                                      | Paul Mazursky                | Vundet      | [ 14 ]      |
| New York Film Critics Circle Awards         | 1979 | Bedste Film                                            | An Unmarried Woman           | Andenplads  | [ 15 ]      |
| New York Film Critics Circle Awards         | 1979 | Bedste skuespillerinde                                 | Jill Clayburgh               | Andenplads  | [ 15 ]      |
| New York Film Critics Circle Awards         | 1979 | Bedste instruktør                                      | Paul Mazursky                | Andenplads  | [ 15 ]      |
| New York Film Critics Circle Awards         | 1979 | Bedste manuskript                                      | Paul Mazursky                | Vundet      | [ 15 ]      |
| Writers Guild of America Awards             | 1979 | Best Drama Written Directly for the Screenplay         | Paul Mazursky                | Nomineret   |             |